# Хидака, Норико
Норико Хидака (яп. 日高のり子 Хидака Норико, 31 мая, 1962, префектура Токио) — японская сэйю. Настоящее имя — Норико Нагаи.

## Биография
В 2020 году Хидака отпраздновала 40-летие дебюта, был выпущен сборник «Noriko Hidaka All Time Best ~40 Dramatic Songs~». 20 июня 2021 года состоялся юбилейный концерт «Non Fes the Concert ~ Nonko 40th Anniversary Tribute Festival», где приняли участие Кикуко Иноуэ, Хонока Иноуэ, Маюми Иидзука, Юико Охара, Асака, Ayane, Yurika, группа Angela, Ёко Такахаси. Прозвучали такие песни, как «Мой сосед Тоторо», «Aim for the Top! ～Fly High～», «Shangri-La», «Soul's Refrain», «Fly Me to the Moon», «A Cruel Angel’s Thesis» и другие.

## Позиции в Гран-при журнала Animage
- 1986 год — 6-е место в Гран-при журнала Animage, в номинации на лучшую женскую роль[4];
- 1987 год — 11-е место в Гран-при журнала Animage, в номинации на лучшую женскую роль[5];
- 1988 год — 9-е место в Гран-при журнала Animage, в номинации на лучшую женскую роль[6];
- 1989 год — 5-е место в Гран-при журнала Animage, в номинации на лучшую женскую роль[7];
- 1990 год — 4-е место в Гран-при журнала Animage, в номинации на лучшую женскую роль[8];
- 1991 год — 2-е место в Гран-при журнала Animage, в номинации на лучшую женскую роль[9];
- 1992 год — 2-е место в Гран-при журнала Animage, в списке лучших сэйю[10];
- 1993 год — 6-е место в Гран-при журнала Animage, в списке лучших сэйю[11];
- 1994 год — 12-е место в Гран-при журнала Animage, в списке лучших сэйю[12];
- 1995 год — 10-е место в Гран-при журнала Animage, в списке лучших сэйю[13];
- 1996 год — 17-е место в Гран-при журнала Animage, в списке лучших сэйю[14]

## Роли в аниме
- 1984 год — Гиперпространственная Кавалерия Южного Креста (Мусика);
- 1985 год — Tatchi (ТВ) (Минами Асакура);
- 1985 год — Ниндзя-воин Тобикагэ (Ренни Ай);
- 1986 год — Tatchi (фильм первый) (Минами Асакура);
- 1986 год — Приключения Боско (Юнта / Тоя);
- 1986 год — Tatchi (фильм второй) (Минами Асакура);
- 1987 год — Саламандра (Стефани);
- 1987 год — Tatchi (фильм третий) (Минами Асакура);
- 1987 год — Три мушкетера (пайлот) (Констанция);
- 1987 год — Три мушкетера (ТВ) (Констанция);
- 1987 год — Tsuideni Tonchinkan (Сирон / Канко Сирай);
- 1988 год — Мой сосед Тоторо (Сацуки Кусакабэ);
- 1988 год — Легенда о героях Галактики OVA-1 (Тереза);
- 1988 год — Gunbuster (Норико Такая);
- 1989 год — Приключения Питера Пена (Питер Пен);
- 1989 год — Три мушкетера - Фильм (Констанция);
- 1989 год — Ранма 1/2 (ТВ) (Аканэ Тэндо);
- 1989 год — Бао: Посетитель (Сумирэ);
- 1989 год — Полиция Будущего (ТВ) (Принц Уру);
- 1989 год — Time-Patrol Bon (Юмико);
- 1990 год — Ankoku Shinden Takegami (Тэруми Амано);
- 1990 год — Nadia: The Secret of Blue Water (Жан);
- 1990 год — Вперёд, Анпанман! (фильм #02) (Яда-химэ);
- 1990 год — Хаккэндэн: Легенда о Псах-Воинах (Симбэй Инуэ);
- 1990 год — Ёко - охотница на демонов (Харука Мано);
- 1990 год — Ветер амнезии (Лиза);
- 1991 год — Ochame na Futago: Claire Gakuin Monogatari (Патриция);
- 1991 год — Honoo no Tenkousei (Юкари Такамура);
- 1991 год — Fushigi no Umi no Nadia Gekijou you Original Han (Жан);
- 1991 год — Ранма 1/2 (фильм первый) (Аканэ Тэндо);
- 1991 год — The Mischevious Twins (Патриция);
- 1992 год — Дух Чудес OVA-1 (Чайна);
- 1992 год — Ранма 1/2 (фильм второй) (Аканэ Тэндо);
- 1992 год — Scramble Wars (Сахари);
- 1993 год — Unkai no Meikyuu Zeguy (Саяка);
- 1993 год — Oedo wa Nemurenai! (Усугумо);
- 1993 год — Ранма 1/2 OVA-1 (Аканэ Тэндо);
- 1993 год — Aoki Densetsu Shoot! (Кадзуми Эндо);
- 1994 год — Akazukin Chacha (Сиинэ / Мери);
- 1994 год — Заклинатель Кудзяку OVA-2 (Томоко);
- 1994 год — Ранма 1/2 (фильм третий) (Аканэ Тэндо);
- 1994 год — Ранма 1/2 Спэшл OVA-2 (Аканэ Тэндо);
- 1995 год — Tobe! Isami (Соси Юкими);
- 1995 год — Totsuzen! Neko no Kuni Banipal Witt (Принцесса Бубурина);
- 1995 год — Ранма 1/2 СУПЕР OVA-3 (Аканэ Тэндо);
- 1996 год — Rurouni Kenshin (ТВ) (Сэта Содзиро);
- 1996 год — Tokuma Sentai Shinesman (Рико Хидака / Розовый Шайнсмен);
- 1996 год — Видение Эскафлона (ТВ) (Эрия (золотой близнец));
- 1996 год — B'tX (Мария);
- 1996 год — Harimogu Harry (Ёжик Гарри);
- 1997 год — Юная революционерка Утэна (ТВ) (Токико Тида);
- 1998 год — Галактический экспресс 999: Вечная фантазия (Изель);
- 1998 год — Крейсер Надэсико - Фильм (Хари Макиби);
- 1998 год — Tatchi (спецвыпуск первый) (Минами Асакура);
- 1998 год — Луна пылающей ночи (Кагэцу);
- 1999 год — Щелкунчик Китаро - Фильм (1999) (Сантаро);
- 1999 год — Я стану ангелом! (Мама);
- 1999 год — Зойды (Райсс);
- 2000 год — Инуяся (ТВ-1) (Кикё);
- 2001 год — Дух Чудес OVA-2 (Чайна);
- 2001 год — Tatchi (спецвыпуск второй) (Минами Асакура);
- 2001 год — Di Gi Charat Movie: Hoshi no Tabi (Ди Ги Карат Мама);
- 2001 год — Инуяся (фильм первый) (Кикё);
- 2002 год — Rockman.EXE (Сюрё);
- 2002 год — Инуяся (фильм второй) (Кикё);
- 2003 год — Sakura Taisen: Ecole de Paris (Эрика Фонтейн);
- 2003 год — Sonic X (Хелен);
- 2003 год — Digi Charat Nyo (Ди Ги Карат Мама);
- 2003 год — Rockman.EXE Axess (Одзоно Юрико и др.);
- 2003 год — Инуяся (фильм третий) (Кикё);
- 2004 год — Инуяся (спэшл) (Кикё);
- 2004 год — Самурай Чамплу (Яцуха (эп. 15));
- 2004 год — Nanami-chan (Ёко Аоба);
- 2004 год — Sakura Taisen: Le Nouveau Paris (Эрика Фонтейн);
- 2004 год — Major (ТВ-1) (Тиаки Хонда);
- 2004 год — Повелитель призраков (Оу);
- 2004 год — Инуяся (фильм четвертый) (Кикё);
- 2005 год — Снежная королева (Нина);
- 2005 год — Nanami-chan 2 (Ёко Аоба);
- 2006 год — Тетрадь Смерти (ТВ) (Ниа);
- 2008 год — Милый дом Ти (ТВ-1) (Мать);
- 2008 год — Ранма 1/2 (фильм четвертый) (Аканэ Тэндо);
- 2009 год — Милый дом Ти (ТВ-2) (Мать);
- 2009 год — Инуяся (ТВ-2) (Кикё)
- 2013 год — Little Witch Academia (Шайни Чариот)

### Озвучка в играх
- Aoi Shiro — Сёко Осанай